# Farnese-bika
A Farnese-bika egy ókori, hellenisztikus, márványból készült szoborcsoport. A művet két rodoszi szobrász, Trallészi Apollóniosz és Tauriszkosz készítette. A mű Rómába került, ahol további elemekkel toldották meg és Caracalla termáiban állították fel. Az 1546-ban került elő a termák területén végzett ásatások során. Alessandro Farnese (III. Pál pápa) magángyűjteményébe került. A 18. században a nápolyi király birtokába jutott. Ma a Nápolyi Régészeti Múzeumban látható. A szoborcsoport Antiopé fiait, Amphiónt és Zéthoszt ábrázolja, amint Dirkét egy bika szarvaihoz kötözik, hogy az állattól vonszolva pusztuljon el.